# Publi Lucreci Tricipití
Publi Lucreci Tricipití (en llatí Publius Lucretius L. F. Triciptinus) va ser un magistrat romà. Era fill de Hostus Lucretius Tricipitinus, cònsol l'any 429 aC. Formava part de la gens Lucrècia i era de la família dels Triciptí.
Va ser tribú amb potestat consular l'any 419 aC, quan hi va haver una rebel·lió d'esclaus que pretenia incendiar Roma. Ho va tornar a ser altra vegada el 417 aC, any en què hi va haver desordres motivats per les lleis agràries. El menciona Titus Livi.